# 张虔钊
张虔钊（882年—948年），辽州榆社县（今山西省榆社县）人，中国五代十国后蜀将领。

## 生平
以武勇为太原牙校，历事李克用、李存勖。李存勖建立后唐，张虔钊为左右突骑军使。唐明宗听说他有将帅才，授为护驾亲军都指挥使，领春州刺史。天成年间，围攻叛将义武军节度使王都，击败契丹，平定州，以功授沧州横海军节度使，后任徐州武宁军节度使。长兴年间，为山南西道节度使兼西面马步军都部署。潞王李从珂据凤翔府（今陕西省凤翔县）举兵，张虔钊攻凤翔，士卒哗变，他奔走后蜀。孟知祥称帝，待他甚厚，加官检校太师、兼中书令。后晋末年，契丹入兵中原，张虔钊奉命乘进取关中，充北西行营招讨使，率众数万，抵抗侯益。后汉已定中原，张虔钊无功而退，行至兴州，感愤而卒。

## 家庭
娶楚国夫人乐氏。长子张匡弼，守卫尉少卿、驸马都尉，娶孟知祥女金仙公主。次子张匡尧，前利州别驾，娶赵廷隐女。长女嫁安思谦子东头供奉官安匡裔。另有幼女。

## 延伸阅读
[在维基数据编辑]
 《舊五代史·卷74》，出自薛居正《舊五代史》